# Алвару VIII
Алвару VIII (порт. Álvaro VIII) або Мвемба-а-Мпанзу (кон. Mvemba a Mpanzu; 1630 — січень 1669) — двадцять сьомий маніконго центральноафриканського королівства Конго.
Алвару було зведено на престол за сприяння Паулу да Сілви, графа Сойо, який увійшов до столиці, міста Сан-Сальвадор, та вбив короля Алвару VII.
1667 року Алвару VIII відрядив посла до Луанди, щоб укласти угоду, відповідно до якої португальцям передавались права на використання копалень, розташованих на території провінцій Мбамба та Мпемба. Феодосій, герцог Мбамба, погодився з рішенням короля, натомість Педру, маркіз Мпемба, висловив непокору.
На чолі невеликого війська Педру здійснив напад на провінцію Мбамба, вбив Феодосія, після чого захопив столицю, вбив короля та проголосив себе новим правителем під іменем Педру III.